# Tatra T4
Tatra T4, nadimka Čeh u Zagrebu, tip je tramvaja kojeg je proizvodila češka (odnosno tadašnja čehoslovačka) tvrtka ČKD Tatra. Radi se o inačici modela Tatra T3.
U voznom parku ZET-a, jedan primjerak ovog tipa tramvaja (br. 489) bio je najčešće popravljano vozilo ZET-a, a pokvario se ukupno 366 puta od 2010. godine do 19. rujna 2022. godine. Najučestaliji kvarovi ovoga tramvaja bili su vezani uz funkciju vrata, kontakte motor-generatora i kočnice.

## Konstrukcija
Tatra T4 je posljednji tip tramvaja koji je proizveden u tvornici ČKD, a koji se temelji na američkoj koncepciji PCC. Tramvaj je sličan tipu Tatra T3, no razlika je u širini vozila (2200 mm naspram 2500 mm u T3). Tramvaji T4D (za NDR) i T4YU (za bivšu Jugoslaviju) su prilagođeni za prikolice, ali su i izmijenjena postolja i električna oprema.

## Prototip
Godine 1967. proizvedena su dva prototipa (oba bez garažnih brojeva). Za prvi tramvaj (verzija T4D) je proizvedena prikolica B4D. Na kraju godine je kompozicija poslana u Dresden, gdje je tramvaj dobio broj 2000. Godine 1971. tramvaj je uređen za vozačku školu, te je dobio broj 724 001-2. 1971. godine je tramvaj dobio broj 201 201-4. Godine 1994. tramvaj je predan u muzej, a 2000. godina dobio je svoj prvi broj, g.b. 2000.
Drugi prototip (verzija T4YU) je bio isprobavan u Beogradu (g.b. 111), no nakon dvije godine je vraćen u Prag. U Pragu je tramvaj dobio garažni broj 5500 te je modificiran za razgledavanje grada, kakav je i danas. Tramvaj ima raspored sjedala 2+2 (zadnja polovica sjedala je povišena) i nema zadnja vrata. 

## Prodaja tramvaja
Od 1967. do 1987. je prodano 2635 tramvaja.
| Država    | Grad         | Tip  | Godine prodaje | Prodano tramvaja | Garažni brojevi po prodaji | Izmjene            | Izvori |
| --------- | ------------ | ---- | -------------- | ---------------- | -------------------------- | ------------------ | ------ |
| Estonija  | Tallinn      | T4SU | 1973. – 1979.  | 60               | 250-359                    |                    | [ 3 ]  |
| Hrvatska  | Zagreb       | T4YU | 1976. – 1983.  | 95               | 401-494                    | [ nap. 1 ]         | [ 3 ]  |
| Latvija   | Liepāja      | T4SU | 1976. – 1979.  | 15               | 201-215                    |                    | [ 3 ]  |
| Njemačka  | Dresden      | T4D  | 1967. – 1984.  | 572              | [ nap. 2 ]                 |                    | [ 3 ]  |
| Njemačka  | Halle        | T4D  | 1968. – 1986.  | 323              | 901-1223                   |                    | [ 3 ]  |
| Njemačka  | Leipzig      | T4D  | 1968. – 1986.  | 597              | 1601-2197                  |                    | [ 3 ]  |
| Njemačka  | Magdeburg    | T4D  | 1968. – 1986.  | 274              | 1001-1274                  |                    | [ 3 ]  |
| Rumunjska | Arad         | T4R  | 1974. – 1981.  | 100              | 80-179                     |                    | [ 3 ]  |
| Rumunjska | Brǎila       | T4R  | 1978.          | 10               | 19-28                      | Tramvaji za Galați | [ 3 ]  |
| Rumunjska | Bukurešt     | T4R  | 1973. – 1975.  | 131              | 3301-3431                  |                    | [ 3 ]  |
| Rumunjska | Galați       | T4R  | 1978.          | 10               | 61-70                      |                    | [ 3 ]  |
| Rumunjska | Iaşi         | T4R  | 1978. – 1981.  | 70               | 201-270                    |                    | [ 3 ]  |
| Rusija    | Kalinjingrad | T4SU | 1971. – 1979.  | 223              | 101-323                    |                    | [ 3 ]  |
| Srbija    | Beograd      | T4YU | 1967. – 1972.  | 22               | 1-20, 111, 112             |                    | [ 3 ]  |
| Ukrajina  | Lavov        | T4SU | 1972. – 1979.  | 73               | 801-873                    |                    | [ 3 ]  |
| Ukrajina  | Vinnicja     | T4SU | 1971. – 1979.  | 42               | 106-147                    |                    | [ 3 ]  |
| Ukrajina  | Žitomir      | T4SU | 1977. – 1979.  | 18               | [ nap. 3 ]                 |                    | [ 3 ]  |

## Galerija
- Prototip T4YU u Pragu
- Tatra T4SU u Tallinnu
- Prototip T4D i modernizirani T4D u Dresdenu.
- Tatra T4YU u starom bojanju, Zagreb

## Napomene
1. ↑  Nakon što je originalni tramvaj na broju 405 izgorio, tramvaj s brojem 495 je dobio broj 405.
2. ↑  Tramvaji u Dresdenu su imali sljedeće brojeve: 1855-1908, 1910–2000, 222 101–222 138, 222 161–222 178, 222 201–222 250, 222 301–222 352 (brojevi 222 319 i 222 237 su ponovljeni dva puta), 222 361–222 364, 222 471–222 484, 222 501–222 559, 222 601–222 648, 222 701–222 720, 222 801–222 844 i 222 861–222 870.
3. ↑  Ponekad nema izvora za garažne brojeve, pa nisu napisani brojevi za taj grad.